# Bernard Lagat
Bernard Kipchirchir Lagat (12. prosinca, 1974. – Kapsabet) je kenijsko-američki srednje-prugaš i dugo-prugaš. 